# Råbyskogen
Råbyskogen este o arie protejată (arie specială de conservare — SAC, sit de importanță comunitară — SCI) din Suedia întinsă pe o suprafață de 115,7 ha, integral pe uscat.

## Localizare
Centrul sitului Råbyskogen este situat la coordonatele 57°52′16″N 14°24′09″E / 57.871°N 14.4025°E.

## Înființare
Situl Råbyskogen a fost declarat sit de importanță comunitară în aprilie 2004 pentru a proteja 1 specie de plante. Situl a fost protejat și ca arie specială de conservare în martie 2011.

## Biodiversitate
Situată în ecoregiunea boreală, aria protejată conține 4 habitate naturale: Taiga vestică, Lacuri și iazuri distrofice naturale, Mlaștini turboase de tranziție și turbării mișcătoare, Mlaștini împădurite.
La baza desemnării sitului se află o specie protejată de  plante: Buxbaumia viridis.